# Azucena Berruti
Pour les articles homonymes, voir Berruti.
Azucena Berruti (née en 1929) est une avocate et femme politique uruguayenne, membre du Parti socialiste (PS), et ministre de la Défense du gouvernement Vázquez (Front large) du 1er mars 2005 au 3 mars 2008. 

## Jeunesse et dictature
Azucena Berruti a obtenu en 1958 (à 29 ans) son diplôme d'avocat à l'Université de la République de Montevideo. Depuis 1950, elle travaillait déjà à la mairie de Montevideo et fut membre, pendant de longues années, du syndicat de l'ADEOM (Asociación de Empleados y Obreros Municipales). Militante du Parti socialiste, elle perdit son travail après le coup d'État de juin 1973 et fut obligée de se consacrer à la profession libérale d'avocate.
Depuis 1970, elle défendait avec ferveur les prisonniers politiques des Tupamaros, du Parti communiste et du PS, qui furent jugés, à partir de 1973, par les tribunaux militaires.
Azucena Berruti milita aussi au sein du SERPAJ (Servicio de Paz y Justicia), une association de défense des droits de l'homme, tout au long de la dictature. Au début de la transition démocratique, elle entama une grève de la faim de 15 jours, en 1983, contre les arrestations, détentions et tortures qui frappaient les étudiants s'opposant aux militaires.

## De la transition démocratique au ministère de la Défense
Avec le retour de la démocratie, elle travailla de nouveau à la mairie de Montevideo, à partir de 1984, mais pris sa retraite lorsque Aquiles Lanza (es) (Parti colorado) fut élu maire. Elle y retourna néanmoins en 1990, lorsque le candidat socialiste Tabaré Vázquez fut élu sur les listes du Front large, en tant qu'assistante de Vázquez, devenant sa secrétaire général après la démission de Ricardo Yelpo.
L'une des personnes de confiance de Vázquez, elle assuma à l'âge de 75 ans le poste de ministre de la Défense du gouvernement Vázquez en 2005, ayant comme sous-secrétaire José Bayardi (es). Le 31 mars 2008, elle démissionna et se retira de la vie politique, laissant sa place à Bayardi. Les premières arrestations de militaires accusés de violations des droits de l'homme pendant les années de plomb ont eu lieu sous son ministère, tandis qu'apparurent les restes osseux d'Ubagesner Chaves Sosa et de Fernando Miranda, deux desaparecidos du PCU.
Elle est actuellement, à la demande du président Vázquez, présidente du SODRE (Service officiel de diffusion, radiodiffusion et spectacles).

## Source originale
- (es) Cet article est partiellement ou en totalité issu de l’article de Wikipédia en espagnol intitulé « Azucena Berrutti » (voir la liste des auteurs).